# Søren Lodberg Hvas

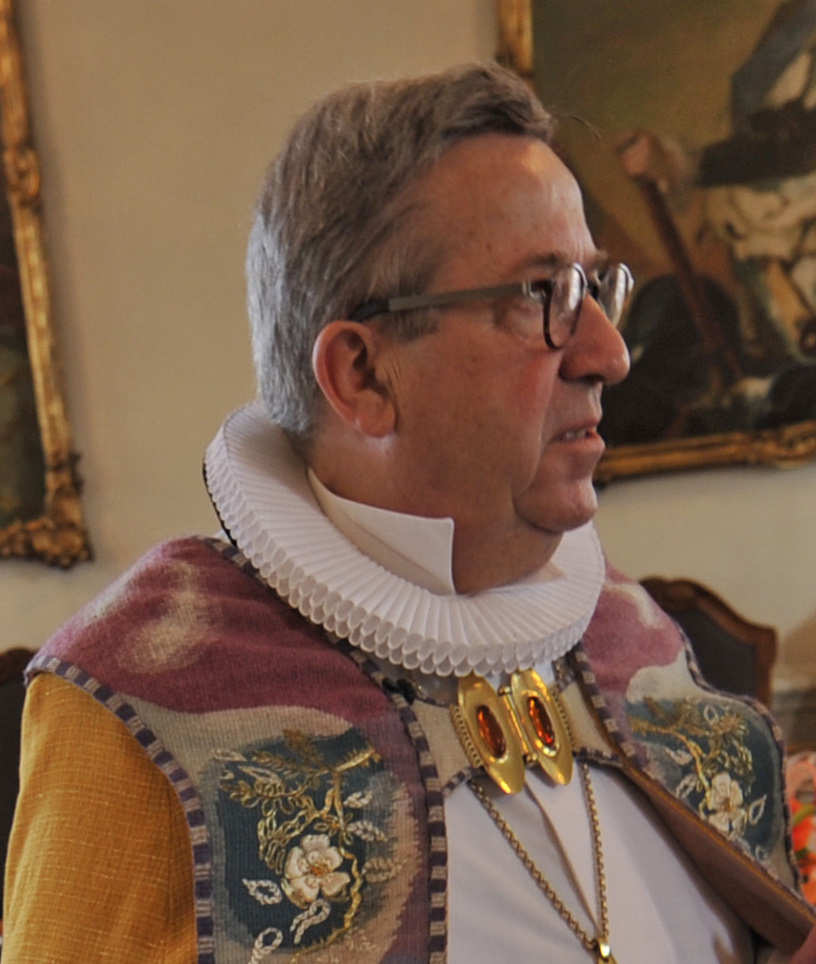
Søren Lodberg Hvas (2010)

Søren Lodberg Hvas (* 5. April 1940 in Thyborøn) ist ein dänischer Geistlicher. Von 1991 bis 2010 war er lutherischer Bischof des Bistums Aalborg.
Søren Lodberg Hvas besuchte ab 1959 das Vestjysk Gymnasium. 1967 schloss er das Studium der Theologie ab. Bis 1970 arbeitete er am Institut für Christentumkunde an der dänischen Lehrerhochschule. Danach war er Pfarrer in Nordby auf Fanø. 1980 wurde er Dompropst der Domkirche von Haderslev.
Neben seiner Tätigkeit als Bischof ist er seit 1999 Präsident der dänischen Auslandskirchen. Er wurde von der Dänemarks Königin Margrethe II. zum Ritter des Dannebrog-Ordens ernannt. Wegen Erreichens der Altersgrenze für dänische Bischöfe gab er sein Amt als Bischof von Aalborg am 9. Mai 2010 an Henning Toft Bro ab.